# إميت فلوود
إميت فلوود (بالإنجليزية: Emmet Flood)‏ هو محامي أمريكي، ولد في 1956 في شيكاغو في الولايات المتحدة.